# Гігієна праці
Гігіє́на пра́ці — галузь гігієни, що вивчає вплив на організм людини трудових процесів і навколишнього виробничого середовища, розробляє гігієнічні нормативи і заходи для забезпечення нормальних умов праці та запобігання професійним хворобам.
Інститути гігієни праці та професійних захворювань є у Донецьку, Києві, Харкові, Кривому Розі.
В Україні для усіх суб'єктів господарювання незалежно від правової організаційної форми, які використовують найману працю діють Державні санітарні норми та правила "Гігієнічна класифікація праці за показниками шкідливості та небезпечності факторів виробничого середовища, важкості та напруженості трудового процесу", які затверджені наказом Міністерства охорони здоров'я України від 08.04.2014 р. № 428 (реєстрація в Міністерстві юстиції України 06.05.2014 за № 472/25249).
У Польщі, Німеччині, Чехії, Угорщині, Фінляндії, Швеції та інших країнах є комплексні НДІ, що працюють над проблемами гігієни праці і професійної патології.

## Гігієнічне обслуговування робітників промисловості та сільського господарства

### 1. Гігієнічні аспекти роботи цехового лікаря
Створення сприятливих умов праці, зниження захворюваності робітників, зайнятих у промисловості та сільському господарстві, -одне з найважливіших завдань системи охорони здоров'я.
З метою надання лікувально-профілактичної допомоги працюючим на великих підприємствах (понад 3000 осіб) створюють спеціальні медичні заклади амбулаторно-поліклінічного типу — медико-санітарні частини. В основі їх діяльності лежить цеховий дільничний принцип, який забезпечує повсякденне медичне спостереження за робочим колективом у конкретних умовах виробничого середовища. Цехова лікарська дільниця об'єднує підрозділи, цехи чи дільниці підприємства, однорідні за технологією виробництва, налічує 1500–2000 робітників і обслуговується цеховим лікарем-терапевтом, який підпорядкований завідувачу терапевтичного відділення медико-санітарної частини. До обов'язків цехового лікаря, крім надання кваліфікованої терапевтичної допомоги робітникам, належить здійснення санітарно-гігієнічних заходів, спрямованих на оздоровлення умов праці робітників, йому допомагає медичний персонал фельдшерських пунктів охорони здоров'я, що можуть створюватися в окремих цехах, які входять до складу цехової лікарської дільниці.
На промислових підприємствах з кількістю робітників 1000-3000 створюють самостійні лікарські пункти охорони здоров'я, а на підприємствах, де працює менше 1000 осіб, — фельдшерські пункти охорони здоров'я. Невід'ємною складовою діяльності медпрацівників самостійних пунктів охорони здоров'я є також організація санітарно-гігієнічних заходів на виробництві.
Організація санітарно-гігієнічних заходів на підприємстві здійснюється у тісному контакті зі спеціалістами санепідемстанції і насамперед лікарями з гігієни праці, які здійснюють поточний санітарний нагляд за промисловими підприємствами, а також з інженером з охорони праці та техніки безпеки.
Організація санітарно-гігієнічних заходів ґрунтується на планомірному систематичному вивченні цеховим лікарем, лікарем пункту охорони здоров'я умов праці та їх впливу на здоров'я робітників з використанням усіх необхідних методів гігієнічного дослідження виробничого середовища і аналізу особливостей технологічного процесу, характеру обладнання, сировини, робочих приміщень, а також фізіолого-гігієнічних методів дослідження функціонального стану організму в процесі праці.
Складовими діяльності цехового лікаря є гігієнічне обстеження підприємства, окремих його цехів, гігієнічна характеристика конкретної професії з поглибленим вивченням робочих місць, окремих виробничих процесів, гігієнічна оцінка ефективності санітарно-технічних пристроїв (вентиляції, опалення, освітлення і т.ін.), фізіолого-гігієнічна характеристика факторів організації праці, вивчення рівнів та динаміки загальної захворюваності на підприємстві, в цехах і на дільницях, розслідування і повний облік випадків професійних захворювань і отруєнь, участь у вивченні причин виробничого травматизму, систематичне узагальнення та аналіз матеріалів захворюваності з тимчасовою втратою працездатності, професійної захворюваності та виробничого травматизму, дослідження функціонального стану організму при виконанні конкретних робіт.
Медико-гігієнічне обслуговування робітників передбачає також організацію і проведення за участю цехового лікаря попередніх при влаштуванні на роботу та періодичних медичних оглядів, надання першої допомоги при виробничих інтоксикаціях і травмах, розв'язання питань раціонального працевлаштування жінок-робітниць, підлітків, інвалідів, осіб з хронічними, зокрема професійними, захворюваннями. Цеховий лікар зобов'язаний організувати та проводити санітарно-освітню роботу на дільниці.
Цеховий лікар повинен бути добре обізнаний з гігієною та фізіологією праці, технологією виробництва, клінікою професійних захворювань, промислово-санітарною технікою, володіти гігієнічними методами дослідження факторів виробничого середовища, вміти вивчати й аналізувати їх вплив на здоров'я працюючих.
Планомірне систематичне вивчення цеховим лікарем умов праці та їх впливу на здоров'я робітників має бути покладене в основу розробки й проведення оздоровчих заходів на виробництві, які віддзеркалюються у річних та перспективних планах оздоровлення умов праці. До плану долучаються також заходи з загального санітарного благоустрою підприємства, ергономічні та технічні заходи раціоналізації виробничого процесу, обладнання робочих місць, оптимізації робочої пози, режимів праці та відпочинку. Заходи, що вимагають значних фінансових затрат, вносяться до плану соціального розвитку підприємства. У планах зазначаються термін виконання окремих заходів, відповідальні особи та орієнтовна вартість накреслених заходів, яка необхідна для отримання асигнувань за кошторисом підприємства на вказаний рік. План оздоровчих заходів слід узгодити з адміністрацією підприємства, яка відповідає за його виконання, профспілковим комітетом, керівництвом медико-санітарної частини підприємства, його виконують господарські, медичні працівники і представники санітарного нагляду в межах їх обов'язків.

### 2. Гігієнічне обстеження цехової дільниці
До обов'язків цехового лікаря або лікаря пункту охорони здоров'я належить щомісячне гігієнічне обстеження промислових підприємств, під час якого він перевіряє загальний санітарний стан цехів, виявляє недоліки в умовах організації праці, технології виробництва, контролює виконання правил промислової санітарії, насамперед в особливо шкідливих цехах, використання робітниками засобів індивідуального захисту, дотримання вимог щодо профілактики професійних захворювань і травматизму, ефективність освітлення, опалення, вентиляції, стан питного режиму в цехах тощо. Гігієнічне обстеження бажано здійснювати в присутності начальника цеху, представника цехового комітету профспілки, інженера з техніки безпеки та лікаря з гігієни праці територіальної санепідемстанції. Крім того, щоденні обстеження санітарного стану побутових приміщень та об'єктів харчування, щотижневі перевірки виконання рекомендацій цехового терапевта і працівників санепідемстанції щодо поліпшення санітарно-гігієнічного стану цехів входять в обов'язки медичного персоналу пунктів охорони здоров'я. Виявлені під часобстежень недоліки та пропозиції щодо їх усунення реєструються в санітарному журналі.
Здійснення заходів у справі контролю за умовами праці робітників має бути відображене в плані лікувально-профілактичної та санітарно-гігієнічної роботи на цеховій дільниці, який складає цеховий терапевт (лікар пункту охорони здоров'я) звичайно на місяць.
При систематичному невиконанні вимог медичних працівників цеховий лікар пропонує санепідемстанції застосувати санкції щодо порушників санітарних правил.
Крім планових обстежень у випадку виникнення професійних захворювань, при змінах технологічного процесу, а також при надходженні скарг від робітників про наявність санітарних недоліків, цеховий лікар разом із лікарем з гігієни праці санепідемстанції проводять позапланові обстеження окремих цехів та дільниць.
Планові й позапланові гігієнічні обстеження промислового підприємства стають базою для розробки комплексних планів оздоровлення умов праці робітників, зниження захворюваності й травматизму на підприємстві, сприяють успішній організації профілактичних медичних оглядів, диспансеризації, трудової експертизи і працевлаштування робітників.
Нижче подано приблизну схему гігієнічного обстеження промислового підприємства, методикою якого повинен володіти цеховий лікар.